# Casarano
Casarano község comune) Olaszország Puglia régiójában, Lecce megyében.

## Története
A várost a legenda szerint egy Caesar nevű római legionárius alapította

## Népessége
A lakosság számának alakulása:

## Főbb látnivalói
- az 5. századból származó Santa Maria della Croce templom
- a történelmi belváros nemesi palotái: Palazzo d'Elia, Palazzo d'Aquino